# Russell Earl
Russell William Earl  (* vor 1992) ist ein Spezialeffektkünstler, der 2008, 2010 2015, 2019, 2020 und 2023 für den Oscar in der Kategorie Beste visuelle Effekte nominiert wurde.

## Leben
Er wuchs in Westford, Massachusetts. Anschließend lernte er auf der Rhode Island School of Design in Providence, Rhode Island Industriedesign. Während seines Studiums machte er ein Praktikum in Los Angeles beim Filmstudio Video Image, aus dem später VIFX wurde. Nach seinem Abschluss arbeitete er bei Berkshire Ridefilm an Filmen wie In Search of the Obelisk.
1994 wechselte er zu Industrial Light & Magic, wo er zu Beginn als Künstler für digitale Effekte tätig war und später als VFX Supervisor arbeitete. Er war an Filmen wie Deep Impact, Star Wars: Episode I – Die dunkle Bedrohung und Mission: Impossible III beteiligt. 2008 wurde er zusammen mit Scott Farrar, Scott Benza und John Frazier für seine Arbeit an Transformers für den Oscar in der Kategorie Beste visuelle Effekte nominiert. Seine zweite Nominierung erhielt er 2010 für Star Trek in derselben Kategorie. Weitere Nominierungen folgten 2015 für The First Avenger: Civil War, 2019 für Avengers: Infinity War, 2020 für Avengers: Endgame und 2023 für The Batman.
Er ist verheiratet und hat zwei Töchter.

## Filmografie (Auswahl)
- 1992: Batmans Rückkehr (Batman Returns)
- 1992: Die Stunde der Patrioten (Patriot Games)
- 1993: In Search of the Obelisk
- 1994: Forrest Gump
- 1995: Casper
- 1996: Dragonheart
- 1996: Mars Attacks!
- 1997: Speed 2 (Speed 2: Cruise Control)
- 1998: Deep Impact
- 1998: Octalus – Der Tod aus der Tiefe (Deep Rising)
- 1999: Star Wars: Episode I – Die dunkle Bedrohung (Star Wars: Episode I – The Phantom Menace)
- 2000: Die Abenteuer von Rocky & Bullwinkle (The Adventures of Rocky & Bullwinkle)
- 2001: Harry Potter und der Stein der Weisen (Harry Potter and the Sorcerer’s Stone)
- 2001: Pearl Harbor
- 2002: Men in Black II
- 2003: Fluch der Karibik (Pirates of the Caribbean: The Curse of the Black Pearl)
- 2003: Timeline
- 2003: Tränen der Sonne (Tears of the Sun)
- 2005: Star Wars: Episode III – Die Rache der Sith (Star Wars: Episode III – Revenge of the Sith)
- 2006: Mission: Impossible III
- 2007: Transformers
- 2009: Star Trek
- 2011: Mission: Impossible – Phantom Protokoll (Mission: Impossible – Ghost Protocol)
- 2011: Super 8
- 2012: Cloud Atlas
- 2012: Red Tails
- 2013: Die Unfassbaren – Now You See Me (Now You See Me)
- 2014: The Return of the First Avenger (Captain America: The Winter Soldier)
- 2015: Ant-Man
- 2016: The First Avenger: Civil War (Captain America: Civil War)
- 2016: Viral
- 2018: The Cloverfield Paradox
- 2018: Avengers: Infinity War
- 2018: Ant-Man and the Wasp
- 2019: Avengers: Endgame
- 2021: Space Jam: A New Legacy
- 2021: Free Guy
- 2022: The Batman